# Kalamaria (metrostation)
Kalamaria (Grieks: Καλαμαριά) (Goede kant) is een toekomstig metrostation in Kalamaria, een voorstad van de Griekse stad Thessaloniki. Het station is genoemd naar de gemeente waar het ligt.

## Geschiedenis
Vanaf 1918 zijn er verschillende voorstellen gedaan voor een metro in Thessaloniki. In 1986 werd begonnen met de aanleg van twee lijnen binnen de stadsgrenzen, maar in 1989 werd dit gestaakt om financiële redenen. In 2003 werd een nieuw begin gemaakt met de metro en kwam er een kaderplan met drie lijnen, waarvan een naar het vliegveld door de gemeente Kalamaria. Het contract voor het ondergrondse tracé door Kalamaria werd in juli 2013 getekend. De eerste werkzaamheden voor station Kalamaria begonnen in september 2014, in juni 2015 werd begonnen aan de damwanden rond de bouwput en de ruwbouw was in september 2018 gereed. De opening van het station stond aanvankelijk gepland voor 2021, maar dat is uitgesteld tot 2025. 

## Ligging en inrichting
Het station ligt onder de Pontoustraat ter hoogte van het kruispunt met de metamorfoseosstraat. De westelijke ingang ligt in de zuidwesthoek van het kruispunt en heeft een lift tussen straat en stationshal, iets ten westen van de lift ligt een overdekte vaste trap geflankeerd door roltrappen. De oostelijke ingang ligt in de Egeoustraat en heeft eveneens een overdekte vaste trap geflankeerd door roltrappen. De beide ingangen liggen in elkaars verlengde aan weerszijden van de stationshal op niveau -1. Reizigers kunnen tussen de stationshal en het perron op niveau -3 gebruikmaken van roltrappen aan de noordkant en een lift en trappen in het midden van het perron. De korte trappen zijn aan de buitenkant van de liftkoker aangebracht. Het perron is in verband met de inzet van automatische metro's voorzien van perrondeuren.